# فارمرزویل (تگزاس)
فارمرزویل، تگزاس(به انگلیسی: Farmersville, Texas) شهری در ایالت تگزاس از ایالات جنوبی ایالات متحده آمریکا است. در سرشماری سال ۲۰۰۰، جمعیت این شهر ۳۱۱۸ نفر اعلام شد.